# Hanna Öberg
Hanna Öberg (Kiruna, 2 de novembro de 1995) é uma biatleta sueca. Atualmente representa o Piteå skidskytteklubb (Suécia). Conquistou uma medalha de ouro nos Jogos Olímpicos de Inverno de 2018.
Ao lado de Linn Persson, Mona Brorsson e Elvira Öberg, obteve o título do revezamento em Pequim 2022.
Em 10 de fevereiro de 2023, ganhou a prata no sprint do Campeonato Mundial em Oberhof. Cinco dias depois, conquistou o ouro no individual do mesmo evento. Em 18 de fevereiro de 2023, contribuiu para sua equipe alcançar o terceiro lugar no revezamento em Oberhof. No dia seguinte, obteve o título da largada coletiva no Mundial.